# Vătava
Vătava (autrefois Râpa de Sus, Felsőrépa en hongrois, Oberrübendorf en allemand, Raipendref en dialecte saxon) est une commune roumaine du județ de Mureș, dans la région historique de Transylvanie et dans la région de développement du Centre.

## Géographie
La commune de Vătava est située dans le nord du județ, à la limite avec le județ de Bistrița-Năsăud, dans les Monts Calimani, à 24 km au nord de Reghin et à 58 km au nord de Târgu Mureș, le chef-lieu du județ.
La municipalité est composée des trois villages suivants (population en 2002) :
- Dumbrava (775) ;
- Râpa de Jos (541) ;
- Vătava (819), siège de la municipalité.

## Histoire
La première mention écrite du village date de 1332.
La commune de Vătava a appartenu au royaume de Hongrie, puis à l'empire d'Autriche et à l'Empire austro-hongrois.
En 1876, lors de la réorganisation administrative de la Transylvanie, elle a été rattachée au comitat de Maros-Torda.
La commune de Vătava a rejoint la Roumanie en 1920, au traité de Trianon, lors de la désagrégation de l'Autriche-Hongrie. Après le deuxième arbitrage de Vienne, elle a été occupée par la Hongrie de 1940 à 1944, période durant laquelle sa petite communauté juive fut exterminée par les nazis. Elle est redevenue roumaine en 1945.

## Politique
| Parti | Parti                                                 | Sièges |
| ----- | ----------------------------------------------------- | ------ |
|       | Parti national libéral (PNL)                          | 5      |
|       | Parti social-démocrate (PSD)                          | 3      |
|       | Parti Mouvement populaire (PMP)                       | 1      |
|       | Alliance des libéraux et démocrates (ALDE)            | 1      |
|       | Union nationale pour le progrès de la Roumanie (UNPR) | 1      |

## Religions
En 2002, la composition religieuse de la commune était la suivante :
- Chrétiens orthodoxes, 98,26 %.

## Démographie
En 1910, la commune comptait 3 019 Roumains (93,47 %), 20 Hongrois (0,62 %) et 55 Allemands (1,70 %).
En 1930, on recensait 2 935 Roumains (95,35 %), 4 Hongrois (0,13 %), 32 Juifs (1,04 %) et 106 Tsiganes (3,44 %).
En 2002, 2 026 Roumains (94,89 %) côtoient 7 Hongrois (0,32 %) et 102 Tsiganes (4,77 %). On comptait à cette date 982 ménages et 984 logements.
| 1850  | 1880  | 1900  | 1910  | 1930  | 1956  | 1977  | 1992  | 2002  |
| ----- | ----- | ----- | ----- | ----- | ----- | ----- | ----- | ----- |
| 2 609 | 3 021 | 3 168 | 3 230 | 3 078 | 3 124 | 2 840 | 2 368 | 2 135 |

| 2007  | - | - | - | - | - | - | - | - |
| ----- | - | - | - | - | - | - | - | - |
| 2 027 | - | - | - | - | - | - | - | - |

## Économie
L'économie de la commune repose sur l'agriculture, l'élevage, la transformation du bois et la fabrication de mobilier.

## Lieux et monuments
- Râpa de Jus, église de 1759.

## Jumelages
- Laval (France) depuis 1990